# Plavání na Letních olympijských hrách 1956
Plavání na Letních olympijských hrách 1956.

## Přehled medailí
| Pořadí | Země                           | Zlato | Stříbro | Bronz | Celkově |
| ------ | ------------------------------ | ----- | ------- | ----- | ------- |
| 1.     | Austrálie (AUS)                | 8     | 4       | 2     | 14      |
| 2.     | Spojené státy americké (USA)   | 2     | 4       | 5     | 11      |
| 3.     | Japonsko (JPN)                 | 1     | 4       | 0     | 5       |
| 4.     | Velká Británie (GBR)           | 1     | 0       | 1     | 2       |
| 4.     | Tým sjednoceného Německa (EUA) | 1     | 0       | 1     | 2       |
| 6.     | Maďarsko (HUN)                 | 0     | 1       | 1     | 2       |
| 7.     | Sovětský svaz (URS)            | 0     | 0       | 2     | 2       |
| 8.     | Jihoafrická unie (RSA)         | 0     | 0       | 1     | 1       |
| Celkem | Celkem                         | 13    | 13      | 13    | 39      |

## Medailisté

### Muži
| Kategorie                    | Zlato                                                                         | Čas     | Stříbro                                                                               | Čas     | Bronz                                                                                           | Čas     |
| ---------------------------- | ----------------------------------------------------------------------------- | ------- | ------------------------------------------------------------------------------------- | ------- | ----------------------------------------------------------------------------------------------- | ------- |
| 100 m volný způsob           | Jon Henricks · Austrálie (AUS)                                                | 55.4    | John Devitt · Austrálie (AUS)                                                         | 55.8    | Gary Chapman · Austrálie (AUS)                                                                  | 56.7    |
| 400 m volný způsob           | Murray Rose · Austrálie (AUS)                                                 | 4:27.3  | Tsuyoshi Yamanaka · Japonsko (JPN)                                                    | 4:30.4  | George Breen · Spojené státy americké (USA)                                                     | 4:32.5  |
| 1500 m volný způsob          | Murray Rose · Austrálie (AUS)                                                 | 17:58.9 | Tsuyoshi Yamanaka · Japonsko (JPN)                                                    | 18:00.3 | George Breen · Spojené státy americké (USA)                                                     | 18:08.2 |
| 100 m znak                   | David Theile · Austrálie (AUS)                                                | 1:02.2  | John Monckton · Austrálie (AUS)                                                       | 1:03.2  | Frank McKinney · Spojené státy americké (USA)                                                   | 1:04.5  |
| 200 m prsa                   | Masaru Furukawa · Japonsko (JPN)                                              | 2:34.7  | Masahiro Yoshimura · Japonsko (JPN)                                                   | 2:36.7  | Charis Juničev · Sovětský svaz (URS)                                                            | 2:36.8  |
| 200 m motýlek                | William Yorzyk · Spojené státy americké (USA)                                 | 2:19.3  | Takashi Ishimoto · Japonsko (JPN)                                                     | 2:23.8  | György Tumpek · Maďarsko (HUN)                                                                  | 2:23.9  |
| štafeta 4×200 m volný způsob | Austrálie (AUS) · Kevin O'Halloran · John Devitt · Murray Rose · Jon Henricks | 8:23.6  | Spojené státy americké (USA) · Dick Hanley · George Breen · Bill Woolsey · Ford Konno | 8:31.5  | Sovětský svaz (URS) · Vitalij Sorokin · Vladimir Stružanov · Gennadij Nikolajev · Boris Nikitin | 8:34.7  |

### Ženy
| Kategorie                    | Zlato                                                                                    | Čas    | Stříbro                                                                                               | Čas    | Bronz | Čas    |
| ---------------------------- | ---------------------------------------------------------------------------------------- | ------ | --- | ------ | --- | ------ |
| 100 m volný způsob           | Dawn Fraserová · Austrálie (AUS)                                                         | 1:02.0 | Lorraine Crappová · Austrálie (AUS)                                                                   | 1:02.3 | Faith Leechová · Austrálie (AUS)                                                                          | 1:05.1 |
| 400 m volný způsob           | Lorraine Crappová · Austrálie (AUS)                                                      | 4:54.6 | Dawn Fraserová · Austrálie (AUS)                                                                      | 5:02.5 | Sylvia Ruuskaová · Spojené státy americké (USA)                                                           | 5:07.1 |
| 100 m znak                   | Judy Grinhamová · Velká Británie (GBR)                                                   | 1:12.9 | Carin Coneová · Spojené státy americké (USA)                                                          | 1:12.9 | Margaret Edwardsová · Velká Británie (GBR)                                                                | 1:13.1 |
| 200 m prsa                   | Ursula Happeová · Tým sjednoceného Německa (EUA)                                         | 2:53.1 | Éva Székelyová · Maďarsko (HUN)                                                                       | 2:54.8 | Eva-Maria Elsenová · Tým sjednoceného Německa (EUA)                                                       | 2:55.1 |
| 100 m motýlek                | Shelley Mannová · Spojené státy americké (USA)                                           | 1:11.0 | Nancy Rameyová · Spojené státy americké (USA)                                                         | 1:11.9 | Mary Searsová · Spojené státy americké (USA)                                                              | 1:14.4 |
| štafeta 4×100 m volný způsob | Austrálie (AUS) · Dawn Fraserová · Faith Leechová · Sandra Morganová · Lorraine Crappová | 4:17.1 | Spojené státy americké (USA) · Sylvia Ruuskaová · Shelley Mannová · Nancy Simonsová · Joan Rosazzaová | 4:19.2 | Jihoafrická unie (RSA) · Natalie Myburghová · Susan Robertsová · Moira Abernethyová · Jeanette Myburghová | 4:25.7 |